# Diplomorium
Diplomorium (лат.) — род муравьёв из подсемейства мирмицины (Myrmicinae, Basicerotini), содержащий один вид Diplomorium longipenne, обитающий в Южной Африке. 

## Описание
Обнаружены только самки и рабочие особи, самцы не найдены. Биология вида мало изучена, известно только, что они устраивают гнёзда под камнями. Вид был найден в общем муравейнике вместе с видом Messor capensis, однако, неизвестно, было ли это просто совпадением или виды имеют связь друг с другом.